# Pirelli Tyre
Pirelli Tyre est une société filiale du groupe Pirelli & C. SpA. C'est le 5e constructeur mondial de pneumatiques par chiffre d'affaires avec la marge la plus importante du secteur. 
Pirelli Tyre est la holding opérationnelle du groupe spécialisé dans la conception, production et commercialisation de pneumatiques destinés à tous types de véhicules : automobiles, motos, autobus, camions de tous tonnages, machines agricoles et engins de travaux publics. Il dispose de 20 sites industriels dans 11 pays.
Dans ce secteur, Pirelli Tyre s'est concentré sur le haut et très haut de gamme, caractérisé par un haut contenu technologique et des prestations élevées. C'est devenu le leader dans ce domaine pour les automobiles et les motos.

## Activités sportives
Pirelli Tyre équipe en exclusivité plusieurs championnats comme le mondial des rally, Superbike, Supersport, Superstock 1000 FIM Cup et le Championnat européen Superstock 600.
Depuis 2011, Pirelli Tyre est le fournisseur officiel de pneumatiques de la Formule 1, la Formule 2 et du GP3 Series.
De plus, la marque est le sponsor historique de l'Inter Milan.